# Wyżnia Kopa
Die Wyżnia Kopa ist ein Berg im Massiv der Miedziane Grań in der polnischen Hohen Tatra in der Woiwodschaft Kleinpolen mit einer Höhe von 1725 m n.p.m.

## Lage und Umgebung
Unterhalb des Gipfels liegt das Tal Dolina Pięciu Stawów Polskich im Süden und das Tal Dolina Roztoki. Die Wyżnia Kopa liegt im Westen des Massivs des Miedziane. Ihr Südhang ist nur ca. 60 Meter hoch, während ihr Nordhang bedeutend höher ist. In ihrer Nähe liegt die Niżnia Kopa.

## Etymologie
Der Name Wyżnia Kopa lässt sich als Höherer Hügel übersetzen. 

## Erstbesteigung
Der Aufstieg auf die Wyżnia Kopa ist recht einfach. Es ist daher davon auszugehen, dass sie bereits spätestens seit dem 17. Jahrhundert von Hirten, Bergleuten und Wilderern bestiegen wurde.

## Tourismus
Auf die Wyżnia Kopa führt kein markierter Wanderweg.
Am Fuße des Massivs befindet sich die Schutzhütte Schronisko PTTK w Dolinie Pięciu Stawów Polskich.

## Belege
- Zofia Radwańska-Paryska, Witold Henryk Paryski, Wielka encyklopedia tatrzańska, Poronin, Wyd. Górskie, 2004, ISBN 83-7104-009-1.
- Tatry Wysokie słowackie i polskie. Mapa turystyczna 1:25.000, Warszawa, 2005/06, Polkart, ISBN 83-87873-26-8.